# Владимир Костов
 Тази статия е за българския журналист.  За писателя от Република Македония вижте Владимир Костов (писател).  
Владимир Борисов Костов е български журналист и дисидент.

## Биография
Владимир Костов е роден на 28 май 1932 г. в София. Между 1956 – 1969 г. е журналист във вестниците „Средношколско знаме“, „Работническо дело“, „Поглед“, „Антени“, „Отечествен фронт“. От 1969 до 1972 г. е ръководител на програма „Хоризонт“ на Българското национално радио. От 1961 до 1964 г. е кореспондент на вестник „Работническо дело“ в Париж.
На 1 февруари 1968 година е назначен в новосъздадения 10-и отдел на Първо управление на Държавна сигурност със служебния псевдоним „Кръстев“. Отделът е създаден за поддържането на т.нар. „свръхсекретен щат“, необичаен за практиката на Държавна сигурност дотогава, а и след закриването му през 70-те години – обществено известни личности, чийто престой в чужбина лесно може да се обясни с професионалната им дейност. Свръхсекретният щат цели и да компенсира системните кадрови проблеми на Държавна сигурност – служителите ѝ се назначават основно заради политическата си лоялност и често са зле образовани и с ниска обща култура и езикова подготовка.
През 1971 година Костов е назначен за главен секретар на новосъздадения Комитет за телевизия и радио. През 1974 година, след значителни усилия от страна на разузнаването, които довеждат до частичното му разкриване като негов агент, той е изпратен отново в Париж като кореспондент на Българската телевизия. Задачата му е да използва журналистическата си дейност за събиране на разузнавателна информация. През следващите години той демонстрира изключителна ефективност - при около 35 щатни и нещатни сътрудници на резидентурата във Франция той генерира 85-90% от събираната от нея информация.
През юни 1977 г. получава политическо убежище във Франция. Дезертирането на Костов е един от най-големите провали на българското разузнаване. Той е най-високопоставеният дезертирал офицер на Държавна сигурност (работил с повече от 18 оперативни работници на разузнаването и се смята че познава всички щатни сътрудници във Франция), но и като обществено известна личност бягството му предизвиква тежки отрицателни пропагандни резултати в страната. На 5 май 1978 година той е задочно осъден на смърт. На 26 август 1978 г. в парижкото метро срещу него е извършен атентат и той е прострелян с 1,7-милиметрова капсула, съдържаща бавнодействаща рицинова отрова, която обаче не се разпръсква.
От 1978 до 1994 г. е журналист в Радио Свободна Европа в Мюнхен. Автор е на автобиографичната книга „Българският чадър“, в която разкрива подробности около убийството на писателя Георги Марков. Помилван е през 1990 г.